# The Rugby Championship 2023
The Rugby Championship 2023 – dwunasta edycja The Rugby Championship, corocznego turnieju w rugby union rozgrywanego pomiędzy czterema najlepszymi zespołami narodowymi półkuli południowej – Argentyny, Australii, Nowej Zelandii i RPA. Turniej odbył się systemem kołowym pomiędzy 8 a 29 lipca 2023 roku.
Wliczając turnieje w poprzedniej formie, od czasów Pucharu Trzech Narodów, była to dwudziesta ósma edycja tych zawodów. Z uwagi na Puchar Świata w Rugby 2023 w ramach zawodów każdy z zespołów rozegrał po jednym meczu z każdym przeciwnikiem. Po ich zakończeniu zaplanowano jednak dodatkową, niepunktowaną kolejkę będącą ostatnim sprawdzianem przed Pucharem Świata.
Zwycięzca meczu zyskiwał cztery punkty, za remis przysługiwały dwa punkty, porażka nie była punktowana, a zdobycie przynajmniej trzech przyłożeń więcej od rywali lub przegrana nie więcej niż siedmioma punktami premiowana była natomiast punktem bonusowym. Poszczególne związki – pomiędzy grudniem 2022 a lutym 2023 roku – kolejno wyznaczały stadiony na domowe spotkania. Harmonogram rozgrywek opublikowano na początku maja 2023 roku, zaś sędziowie zawodów zostali wyznaczeni w połowie tegoż miesiąca. Składy zespołów.

## Mecze
| 9 lipca 202317:05 | Południowa Afryka                                                       | 43:12(17:5) | Australia                       | Loftus Versfeld Stadium, Pretoria Sędzia: Ben O’Keeffe |
| 9 lipca 202317:05 | Arendse 15 (3P) du Toit 5 (P) Libbok 9 (3pd K) 2 karne przyłożenia – 14 | 43:12(17:5) | Koroibete 5 (P) Gordon 7 (P pd) | Loftus Versfeld Stadium, Pretoria Sędzia: Ben O’Keeffe |
| 9 lipca 202317:05 | Porecki · Vunivalu                                                      | 43:12(17:5) |                                 | Loftus Versfeld Stadium, Pretoria Sędzia: Ben O’Keeffe |

| 8 lipca 202316:10 | Argentyna                                  | 12:41(0:31) | Nowa Zelandia                                                                                                   | Estadio Malvinas Argentinas, Mendoza Sędzia: Angus Gardner |
| 8 lipca 202316:10 | Sordoni 5 (P) Creevy 5 (P) Boffelli 2 (pd) | 12:41(0:31) | Coles 5 (P) Savea 5 (P) J. Barrett 5 (P) Ioane 5 (P) Smith 5 (P) B. Barrett 5 (P) Narawa 5 (P) McKenzie 6 (3pd) | Estadio Malvinas Argentinas, Mendoza Sędzia: Angus Gardner |
| 8 lipca 202316:10 | Bruni                                      | 12:41(0:31) | | Estadio Malvinas Argentinas, Mendoza Sędzia: Angus Gardner |

| 15 lipca 202319:05 | Nowa Zelandia                                                 | 35:20(20:3) | Południowa Afryka                                     | Mount Smart Stadium, Auckland Sędzia: Mathieu Raynal |
| 15 lipca 202319:05 | Smith 5 (P) Frizell 5 (P) Jordan 5 (P) Moʻunga 20 (P 3pd 3dg) | 35:20(20:3) | Marx 5 (P) Kolbe 7 (P pd) Smith 5 (P) de Klerk 3 (dg) | Mount Smart Stadium, Auckland Sędzia: Mathieu Raynal |

| 15 lipca 202319:45 | Australia                                                                     | 31:34(10:10) | Argentyna                                                                      | CommBank Stadium, Sydney Sędzia: Jaco Peyper |
| 15 lipca 202319:45 | Ikitau 5 (P) White 5 (P) Kerevi 5 (P) Nawaqanitawase 5 (P) Cooper 11 (4pd dg) | 31:34(10:10) | Fuente 5 (P) Montoya 5 (P) Carreras 5 (P) González 5 (P) Boffelli 14 (4pd 2dg) | CommBank Stadium, Sydney Sędzia: Jaco Peyper |
| 15 lipca 202319:45 | Arnold                                                                        | 31:34(10:10) |                                                                                | CommBank Stadium, Sydney Sędzia: Jaco Peyper |

| 29 lipca 202319:45 | Australia                    | 7:38(7:17) | Nowa Zelandia                                                                                | Melbourne Cricket Ground, Melbourne Sędzia: Wayne Barnes |
| 29 lipca 202319:45 | Valetini 5 (P) Gordon 2 (pd) | 7:38(7:17) | Frizell 5 (P) Taylor 5 (P) Jordan 5 (P) Clarke 5 (P) Telea 5 (P) Ioane 5 (P) Moʻunga 8 (4pd) | Melbourne Cricket Ground, Melbourne Sędzia: Wayne Barnes |
| 29 lipca 202319:45 | Koroibete · Tupou            | 7:38(7:17) |                                                                                              | Melbourne Cricket Ground, Melbourne Sędzia: Wayne Barnes |

| 29 lipca 202317:05 | Południowa Afryka                                   | 22:21(15:9) | Argentyna                                                | Emirates Airline Park, Johannesburg Sędzia: Andrew Brace |
| 29 lipca 202317:05 | Etzebeth 5 (P) de Allende 5 (P) Libbok 12 (P 2pd K) | 22:21(15:9) | Bertranou 5 (P) M. Carreras 5 (P) S. Carreras 11 (pd 3K) | Emirates Airline Park, Johannesburg Sędzia: Andrew Brace |
| 29 lipca 202317:05 | de Allende                                          | 22:21(15:9) |                                                          | Emirates Airline Park, Johannesburg Sędzia: Andrew Brace |